# Lista över Leeds United FC:s managers
Lista över Leeds United FC:s managers innefattar namn, statistik och meriter för Leeds Uniteds samtliga managers från klubbens grundande 1919 fram till nuvarande managern. Statistiken består bland annat av antalet vunna, oavgjorda och förlorade tävlingsmatcher för varje manager.
Den mest framgångsrike managern genom tiderna  är utan jämförelse Don Revie som ledde klubben till två Ligamästerskap, två Mässcupsmästerskap, ett Division 2 mästerskap, ett FA-cupmästerskap, ett Ligacupmästerskap och ett 3 under sina 13 år som klubbens manager från 1961 till 1974. Han har dessutom blivit utsedd till årets manager i England tre gånger och är med sina 740 matcher den manager som lett Leeds i flest matcher.
Klubben har fram till 1 juli 2017 totalt haft 37 heltidsanställda managers, samt nio tillförordnade managers, varav två - Willis Edwards och Eddie Gray - tidigare varit heltidsanställda. Utöver dessa var Neil Redfearn tillförordnad manager inte mindre än tre gånger innan han fick jobbet på heltid.

## Statistik
- Vinstprocenten är beräknad på antalet vunna poäng i förhållande till det maximala antalet möjliga poäng (3 poäng per match) och från och med säsongen 1981/1982 är den baserad på 3 poäng för vinst, 1 poäng för oavgjort och 0 poäng för förlust. Fram till säsongen 1980/1981 gav en vinst 2 poäng och därmed baseras procenten på 2 poäng för vinst, 1 poäng för oavgjort och 0 poäng för förlust.
- Statistiken innefattar samtliga tävlingsmatcher i ligan, inhemska cuper och europeisk cupfotboll.
- Informationen är korrekt till och med den 22 maj 2022.

Nyckel
       = Tillförordnad (tillfällig)
M = Antal matcher, V = Vunna,  O = Oavgjorda,  F = Förlorade, GM = Gjorda mål, IM = Insläppta mål 
| Namn                | Nationalitet | Från              | Till              | M   | V   | O   | F   | GM    | GI  | Vinst% | Meriter  | Notering                                                                                         |
| ------------------- | ------------ | ----------------- | ----------------- | --- | --- | --- | --- | ----- | --- | ------ | -------- | ------------------------------------------------------------------------------------------------ |
| Dick Ray            | England      | 17 oktober 1919   | 1 februari 1920   | 17  | 4   | 5   | 8   | 25    | 31  | 38,24% |          | ”Managers matchstatistik” (på engelska). http://www.leeds-fans.org.uk/leeds/managers/index.html. |
| Arthur Fairclough   | England      | 1 februari 1920   | 1 maj 1927        | 326 | 118 | 81  | 127 | 427   | 425 | 48,62% | se nedan | ”Managers matchstatistik” (på engelska). http://www.leeds-fans.org.uk/leeds/managers/index.html. |
| Dick Ray            | England      | 1 juli 1927       | 1 mars 1935       | 342 | 143 | 72  | 127 | 622   | 552 | 52,34% | se nedan | ”Managers matchstatistik” (på engelska). http://www.leeds-fans.org.uk/leeds/managers/index.html. |
| Billy Hampson       | England      | 1 juli 1935       | 1 maj 1947        | 231 | 74  | 51  | 106 | 334   | 418 | 43,07% |          | ”Managers matchstatistik” (på engelska). http://www.leeds-fans.org.uk/leeds/managers/index.html. |
| Willis Edwards      | England      | 1 maj 1947        | 30 april 1948     | 47  | 13  | 8   | 26  | 60    | 87  | 36,17% |          | ”Managers matchstatistik” (på engelska). http://www.leeds-fans.org.uk/leeds/managers/index.html. |
| Frank Buckley       | England      | 1 maj 1948        | 30 april 1953     | 224 | 87  | 63  | 74  | 324   | 306 | 52,90% |          | ”Managers matchstatistik” (på engelska). http://www.leeds-fans.org.uk/leeds/managers/index.html. |
| Raich Carter        | England      | 1 maj 1953        | 1 juni 1958       | 217 | 90  | 51  | 76  | 370   | 336 | 53,23% | se nedan | ”Managers matchstatistik” (på engelska). http://www.leeds-fans.org.uk/leeds/managers/index.html. |
| Willis Edwards      | England      | 1 juni 1958       | 1 december 1958   | 10  | 5   | 1   | 4   | 17    | 16  | 55,00% |          | ”Managers matchstatistik” (på engelska). http://www.leeds-fans.org.uk/leeds/managers/index.html. |
| Bill Lambton        | England      | 1 december 1958   | 30 april 1959     | 30  | 10  | 7   | 13  | 40    | 57  | 45,00% |          | ”Managers matchstatistik” (på engelska). http://www.leeds-fans.org.uk/leeds/managers/index.html. |
| Jack Taylor         | England      | 1 maj 1959        | 1 mars 1961       | 81  | 27  | 17  | 37  | 136   | 169 | 43,83% |          | ”Managers matchstatistik” (på engelska). http://www.leeds-fans.org.uk/leeds/managers/index.html. |
| Don Revie           | England      | 1 mars 1961       | 4 juli 1974       | 740 | 394 | 197 | 149 | 1 262 | 703 | 66,55% | se nedan | ”Managers matchstatistik” (på engelska). http://www.leeds-fans.org.uk/leeds/managers/index.html. |
| Brian Clough        | England      | 20 juli 1974      | 13 september 1974 | 7   | 1   | 3   | 3   | 6     | 10  | 35,71% | se nedan | ”Managers matchstatistik” (på engelska). http://www.leeds-fans.org.uk/leeds/managers/index.html. |
| Jimmy Armfield      | England      | 14 april 1974     | 14 mars 1978      | 193 | 87  | 47  | 59  | 277   | 222 | 57,25% | se nedan | ”Managers matchstatistik” (på engelska). http://www.leeds-fans.org.uk/leeds/managers/index.html. |
| Jock Stein          | Skottland    | 21 augusti 1978   | 4 oktober 1978    | 10  | 4   | 3   | 3   | 13    | 8   | 55,00% |          | ”Managers matchstatistik” (på engelska). http://www.leeds-fans.org.uk/leeds/managers/index.html. |
| Jimmy Adamson       | England      | 25 oktober 1978   | 1 oktober 1980    | 98  | 35  | 29  | 34  | 138   | 136 | 50,51% |          | ”Managers matchstatistik” (på engelska). http://www.leeds-fans.org.uk/leeds/managers/index.html. |
| David Merrington    | England      | 1 oktober 1980    | 1 oktober 1980    | 1   | 0   | 1   | 0   | 1     | 1   | 50,00% |          | ”Managers matchstatistik” (på engelska). http://www.leeds-fans.org.uk/leeds/managers/index.html. |
| Allan Clarke        | England      | 1 oktober 1980    | 30 juni 1982      | 84  | 27  | 22  | 35  | 77    | 104 | 40,95% |          | ”Managers matchstatistik” (på engelska). http://www.leeds-fans.org.uk/leeds/managers/index.html. |
| Eddie Gray          | Skottland    | 4 juli 1982       | 11 oktober 1985   | 157 | 57  | 55  | 45  | 214   | 193 | 47,98% |          | ”Managers matchstatistik” (på engelska). http://www.leeds-fans.org.uk/leeds/managers/index.html. |
| Peter Gunby         | England      | 11 oktober 1985   | 11 oktober 1985   | 1   | 0   | 1   | 0   | 1     | 1   | 33,33% |          | ”Managers matchstatistik” (på engelska). http://www.leeds-fans.org.uk/leeds/managers/index.html. |
| Billy Bremner       | Skottland    | 11 oktober 1985   | 28 september 1988 | 143 | 58  | 31  | 54  | 192   | 186 | 47,79% | se nedan | ”Managers matchstatistik” (på engelska). http://www.leeds-fans.org.uk/leeds/managers/index.html. |
| Norman Hunter       | England      | 28 september 1988 | 10 oktober 1988   | 3   | 0   | 0   | 3   | 2     | 5   | 0,00%  |          | ”Managers matchstatistik” (på engelska). http://www.leeds-fans.org.uk/leeds/managers/index.html. |
| Howard Wilkinson    | England      | 10 oktober 1988   | 10 september 1996 | 411 | 178 | 117 | 116 | 622   | 488 | 52,80% | se nedan | ”Managers matchstatistik” (på engelska). http://www.leeds-fans.org.uk/leeds/managers/index.html. |
| George Graham       | Skottland    | 10 september 1996 | 1 oktober 1998    | 95  | 37  | 27  | 31  | 118   | 99  | 48,42% |          | ”Managers matchstatistik” (på engelska). http://www.leeds-fans.org.uk/leeds/managers/index.html. |
| David O'Leary       | Irland       | 1 oktober 1998    | 27 juni 2002      | 203 | 101 | 47  | 55  | 320   | 217 | 57,47% |          | ”Managers matchstatistik” (på engelska). http://www.leeds-fans.org.uk/leeds/managers/index.html. |
| Terry Venables      | England      | 8 juli 2002       | 21 mars 2003      | 42  | 16  | 7   | 19  | 53    | 52  | 43,65% |          | ”Managers matchstatistik” (på engelska). http://www.leeds-fans.org.uk/leeds/managers/index.html. |
| Peter Reid          | England      | 21 mars 2003      | 10 november 2003  | 22  | 6   | 4   | 12  | 36    | 51  | 33,33% |          | ”Managers matchstatistik” (på engelska). http://www.leeds-fans.org.uk/leeds/managers/index.html. |
| Eddie Gray          | Skottland    | 10 november 2003  | 31 maj 2004       | 26  | 6   | 7   | 13  | 30    | 51  | 32,05% |          | ”Managers matchstatistik” (på engelska). http://www.leeds-fans.org.uk/leeds/managers/index.html. |
| Kevin Blackwell     | England      | 1 juni 2004       | 20 september 2006 | 115 | 44  | 37  | 34  | 128   | 117 | 48,99% | se nedan | ”Managers matchstatistik” (på engelska). http://www.leeds-fans.org.uk/leeds/managers/index.html. |
| John Carver         | England      | 21 september 2006 | 23 oktober 2006   | 5   | 1   | 0   | 4   | 7     | 17  | 20,00% |          | ”Managers matchstatistik” (på engelska). http://www.leeds-fans.org.uk/leeds/managers/index.html. |
| David Geddis        | England      | 24 oktober 2006   | 24 oktober 2006   | 1   | 0   | 0   | 1   | 1     | 3   | 0,00%  |          | ”Managers matchstatistik” (på engelska). http://www.leeds-fans.org.uk/leeds/managers/index.html. |
| Dennis Wise         | England      | 24 oktober 2006   | 28 januari 2008   | 68  | 30  | 12  | 26  | 88    | 78  | 50,00% |          | ”Managers matchstatistik” (på engelska). http://www.leeds-fans.org.uk/leeds/managers/index.html. |
| Gwyn Williams       | Wales        | 29 januari 2008   | 29 januari 2008   | 1   | 0   | 0   | 1   | 0     | 1   | 0,00%  |          | ”Managers matchstatistik” (på engelska). http://www.leeds-fans.org.uk/leeds/managers/index.html. |
| Gary McAllister     | Skottland    | 30 januari 2008   | 21 december 2008  | 50  | 25  | 8   | 17  | 84    | 61  | 55,33% | se nedan | [ 2 ]                                                                                            |
| Simon Grayson       | England      | 23 december 2008  | 1 februari 2012   | 169 | 84  | 40  | 45  | 259   | 186 | 57,59% | se nedan | [ 4 ]                                                                                            |
| Neil Redfearn       | England      | 2 februari 2012   | 17 februari 2012  | 4   | 2   | 0   | 2   | 8     | 6   | 50,00% |          |                                                                                                  |
| Neil Warnock        | England      | 18 februari 2012  | 1 april 2013      | 63  | 23  | 15  | 25  | 81    | 92  | 44,44% | se nedan | [ 5 ]                                                                                            |
| Neil Redfearn       | England      | 2 april 2013      | 11 april 2013     | 1   | 0   | 0   | 1   | 1     | 2   | 0,00%  |          |                                                                                                  |
| Brian McDermott     | England      | 12 april 2013     | 30 maj 2014       | 55  | 21  | 9   | 25  | 63    | 67  | 43,64% |          | [ 6 ] [ 7 ]                                                                                      |
| Dave Hockaday       | England      | 1 juli 2014       | 28 augusti 2014   | 6   | 2   | 0   | 4   | 5     | 11  | 33,33% |          | [ 8 ]                                                                                            |
| Neil Redfearn       | England      | 28 augusti 2014   | 23 september 2014 | 4   | 3   | 1   | 0   | 8     | 2   | 83,33% |          | [ 9 ]                                                                                            |
| Darko Milanič       | Slovenien    | 23 september 2014 | 25 oktober 2014   | 6   | 0   | 3   | 3   | 4     | 8   | 16,67% |          | [ 10 ]                                                                                           |
| Neil Redfearn       | England      | 1 november 2014   | 30 juni 2015      | 33  | 11  | 7   | 15  | 36    | 44  | 40,40% |          | [ 11 ]                                                                                           |
| Uwe Rösler          | Tyskland     | 1 juli 2015       | 18 oktober 2015   | 12  | 2   | 6   | 4   | 11    | 16  | 33,33% |          | [ 12 ]                                                                                           |
| Steve Evans         | Skottland    | 19 oktober 2015   | 31 maj 2016       | 38  | 14  | 12  | 12  | 44    | 45  | 47,37% |          | [ 13 ]                                                                                           |
| Garry Monk          | England      | 2 juni 2016       | 25 maj 2017       | 53  | 25  | 11  | 17  | 69    | 55  | 54,09% |          | [ 14 ]                                                                                           |
| Thomas Christiansen | Danmark      | 15 juni 2017      | 4 februari 2018   | 33  | 15  | 5   | 13  | 50    | 38  | 50,51% |          | [ 15 ]                                                                                           |
| Paul Heckingbottom  | England      | 6 februari 2018   | 1 juni 2018       | 16  | 4   | 4   | 8   | 18    | 27  | 33,33% |          | [ 16 ]                                                                                           |
| Marcelo Bielsa      | Argentina    | 15 juni 2018      | 27 februari 2022  | 170 | 80  | 33  | 57  | 224   | 155 | 53,5%  | se nedan |                                                                                                  |
| Jesse Marsch        | USA          | 28 februari 2022  | nuvarande         | 12  | 4   | 3   | 5   | 13    | 19  | 44,4%  |          |                                                                                                  |

## Meriter som Manager
Nedanstående tabell visar de meriterande placeringar i form av turneringsvinster, andraplatser eller finaler som respektive manager uppnått som ledare för laget (enbart förstalaget).
| Namn              | Nat       | Period    | Meriter |
| ----------------- | --------- | --------- | --- |
| Arthur Fairclough | England   | 1920–1927 | 1924 - Division 2 mästare |
| Dick Ray          | England   | 1927–1935 | 1928 - 2:a Division 2 runners-up 1932 - Tvåa Division 2 |
| Raich Carter      | England   | 1953–1958 | 1956 - 2:a Division 2 |
| Don Revie         | England   | 1961–1974 | 1964 - Division 2 mästare 1965 - 2:a Division 1 1965 - FA-cupen Finalist 1966 - 2:a Division 1 1967 - Mässcupen Finalist 1968 - Ligacup mästare 1968 - Mästare Mässcupen 1969 - Ligamästare 1969 - FA Community Shield 1970 - 2:a Division 1 1970 - FA-cupen Finalist 1971 - 2:a Division 1 1971 - Mästare Mässcupen 1971 - Mässcupen Mästarmöte 1972 - 2:a Division 1 1972 - FA-cupen Mästare 1973 - FA-cupen Finalist 1973 - Cupvinnarcupen Finalist 1974 - Ligamästare |
| Brian Clough      | England   | 1974      | 1974 - FA Community Shield Finalist |
| Jimmy Armfield    | England   | 1974–1978 | 1975 - Europacupen för mästarlag Finalist |
| Billy Bremner     | Skottland | 1985–1988 | 1987 - Slutspelsfinal Division 2 |
| Howard Wilkinson  | England   | 1988–1996 | 1990 - Division 2 mästare 1992 - Ligamästare 1992 - Mästare FA Community Shield 1996 - Ligacup Finalist |
| Kevin Blackwell   | England   | 2004–2006 | 2006 - Championship playoff finalist |
| Gary McAllister   | Skottland | 2008      | 2008 - League One playoff finalist |
| Simon Grayson     | England   | 2008-2012 | 2010 - 2:a League One |
| Marcelo Bielsa    | Argentina | 2018-2022 | 2020 - Mästare Championship |

### Utmärkelser till Årets Manager
Don Revie blev utsedd till årets manager i England tre gånger: 1969, 1970 och 1972.